# Per Ceder
Per Ceder, född 31 augusti 1956, är en svensk före detta professionell ishockeyspelare och före detta ishockeytränare.
Han har bland annat spelat för Luleå HF under sin karriär; senare har han även varit assisterande tränare i det laget.